# Trophée Sébaco
Le Trophée Sébaco est une course cycliste française disputée au mois de juin à Ergué-Gabéric, dans le Finistère. Créée en 1981, elle se déroule sur une journée avec un contre-la-montre individuel et une étape en ligne. La compétition est réservée aux coureurs juniors (moins de 19 ans).
Par le passé, cette épreuve a connu la participation de cyclistes réputés comme Erwann Menthéour, Tony Gallopin, Cyril Gautier ou Warren Barguil.
L'édition 2020 est annulée en raison du contexte sanitaire lié à la pandémie de Covid-19.

## Palmarès
| Année | Vainqueur            | Deuxième          | Troisième             |
| ----- | -------------------- | ----------------- | --------------------- |
| 1981  | Nicolas Le Tourneur  |                   |                       |
| 1982  | Jean-Pierre Malléjac |                   |                       |
| 1983  | Marc Spagnol         |                   |                       |
| 1984  | Christian Appéré     |                   |                       |
| 1985  | Jean-Michel Le Gall  |                   |                       |
| 1986  | Didier Bescond       |                   |                       |
| 1987  | Didier Bescond       |                   |                       |
| 1988  | Pascal Kerjean       |                   |                       |
| 1989  | Eddy Lazou           |                   |                       |
| 1990  | Fabrice Fouillard    |                   |                       |
| 1991  | Erwann Menthéour     |                   |                       |
| 1992  | David Berthou        |                   |                       |
| 1993  | Mickaël Fouillard    |                   |                       |
| 1994  | Sébastien Laurans    |                   |                       |
| 1995  | Olivier Pairé        |                   |                       |
| 1996  | Cédric Hervé         | Denis Lesné       | François Guimard      |
| 1997  | Thomas Lécuyer       |                   |                       |
| 1998  | Mickaël Barré        |                   |                       |
| 1999  | Benjamin Conan       |                   |                       |
| 2000  | Pierre Drancourt     |                   |                       |
| 2001  | Mathieu Claude       |                   |                       |
| 2002  | Gaëtan Guernion      |                   |                       |
| 2003  | Enric Ollivier       |                   |                       |
| 2004  | Yoann David          |                   |                       |
| 2005  | Tony Gallopin        |                   |                       |
| 2006  | Anthony Vignes       | Nicolas David     | Armindo Fonseca       |
| 2007  | Fabien Taillefer     | Florent Brochard  | Jean-François Maignan |
| 2008  | Étienne Tortelier    | Tom David         | Warren Barguil        |
| 2009  | Anthony Saux         | Thomas Quentec    | Warren Barguil        |
| 2010  | Olivier Le Gac       | Jérémy Leveau     | Vincent Colas         |
| 2011  | Olivier Le Gac       | Ronan Tassel      | Kévin Ledanois        |
| 2012  | Hayden McCormick     | Élie Gesbert      | Romain Adam           |
| 2013  | Valentin Madouas     | Tony Périou       | Julian Lino           |
| 2014  | Valentin Madouas     | Florian Barket    | Alan Riou             |
| 2015  | Mathieu Burgaudeau   | Alan Riou         | Clément Davy          |
| 2016  | Maxime Dransart      | Maxime Bonsergent | Erwann Guenneugues    |
| 2017  | Guerand Le Pennec    | Gauthier Maertens | Alexis Renard         |
| 2018  | Antoine Devanne      | Benjamin Molinaro | Lucas Grolier         |
| 2019  | Ewen Costiou         | Nathan Le Piouff  | Hugo Tanguy           |
| 2020  | annulé               | annulé            | annulé                |
| 2021  | Eddy Le Huitouze     | Pierre Thierry    | Brieuc Rolland        |
| 2022  | Baptiste Gillet      | Antoine Hue       | Clément Sanchez       |
| 2023  | Finn Wilson          | Similien Hamon    | Paul Thierry          |
| 2024  | Eliott Boulet        | Jules Drouet      | Antoine Basset        |